# St. Bartholomäi (Dornheim)

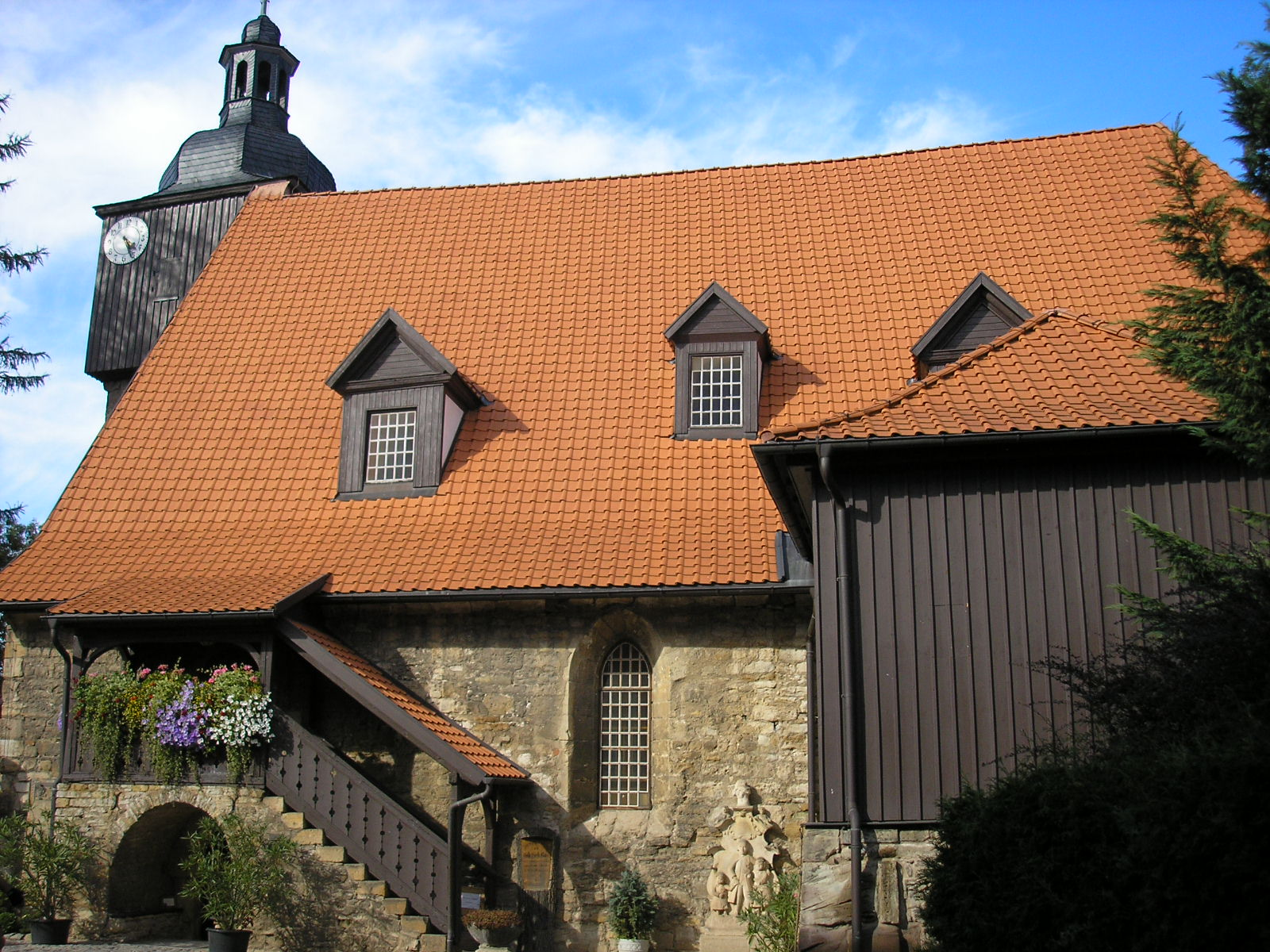
Die Kirche

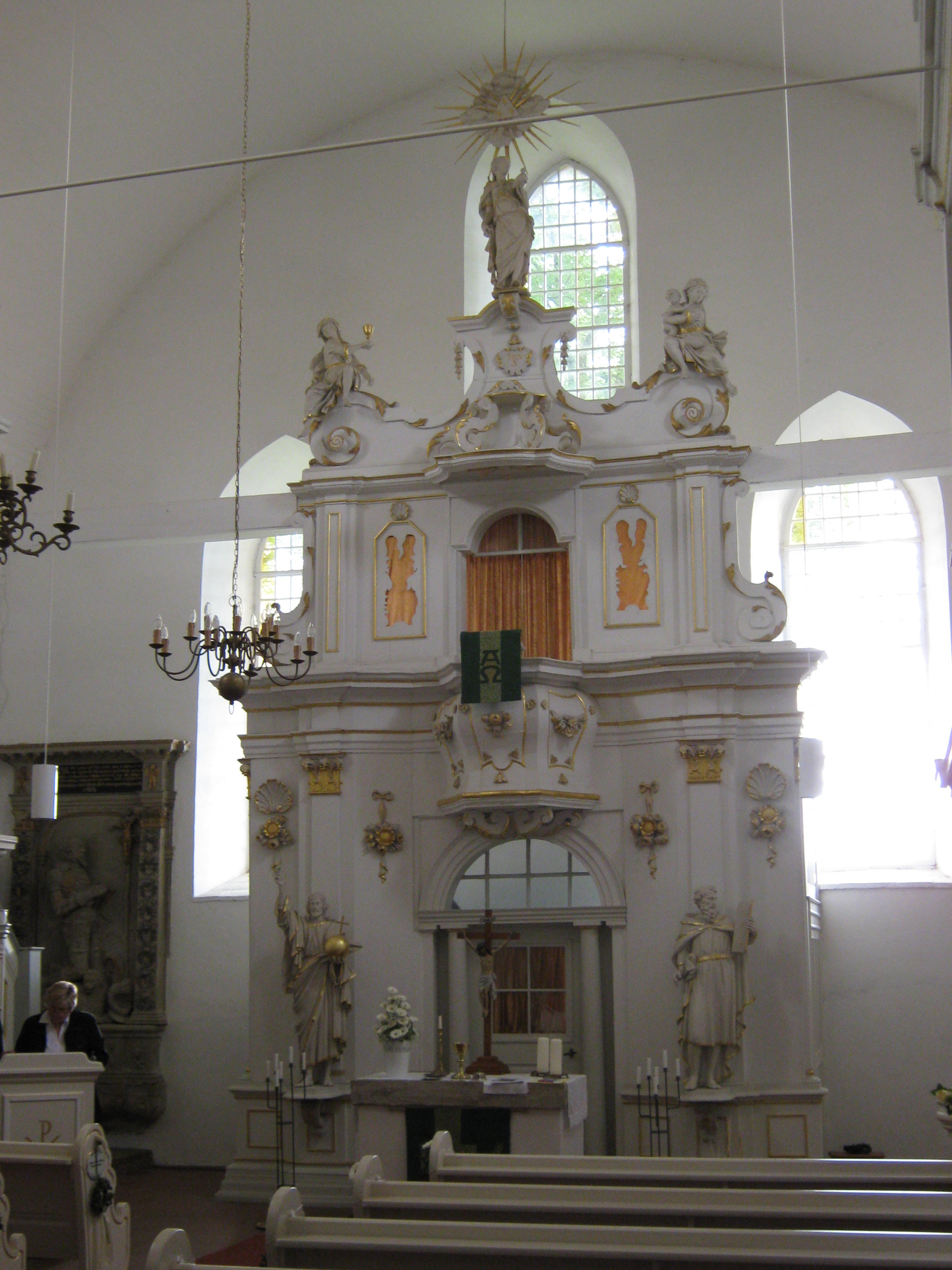
Innenansicht

Die evangelische Kirche St. Bartholomäi ist die Dorfkirche der Gemeinde Dornheim im Ilm-Kreis in Thüringen.

## Lage
Durch das Anwachsen des Ortes rückte die ursprünglich am Westrand des Ortes unmittelbar südlich des Wolfsbaches gelegene Wehrkirche allmählich in die neue Mitte des Ortes. Durch das südlich befindliche Torhaus mit Sonnenuhr gelangt man in den Kirchhof zur malerischen Außentreppe der Kirche, zum Friedhof und zum im Hof stehenden Glockenturm. Durch eine Tür in der Nordmauer erreicht man zu Fuß das nördliche Dorf.

## Geschichte
Überlieferungen zufolge stand hier eine Vorgängerkirche aus Holz aus dem 9. Jahrhundert. Im 12. Jahrhundert wird der Bau einer neuen Kirche vermerkt. Die ältesten Teile sind der Westturm und die Westseite der Schiffswand.
In der zweiten Hälfte des 15. Jahrhunderts erhielt die Kirche ihr heutiges Aussehen. Bruchsteine, angepasst an den spätgotischen Stil, tragen das herabgezogene Dach. Von 1430 stammt der dreiflügelige Schnitzaltar. Aus demselben Jahrhundert datiert das Kruzifix. 1647 erfolgte der Neubau des Turmobergeschosses mit der Haube der Vorgängerkirche nach dem Brand 1631.
Der Einbau der Emporen und des Altars mit Kanzel erfolgte 1724 durch Christoph Meil.
Nach einer 1986 erfolgten baupolizeilichen Sperrung machte der Freundeskreis für Denkmalpflege mit Unterstützung des Thüringer Amtes für Denkmalpflege 1996–1999 über eine umfangreiche Sanierung die Kirche wieder zugänglich.

## Orgel

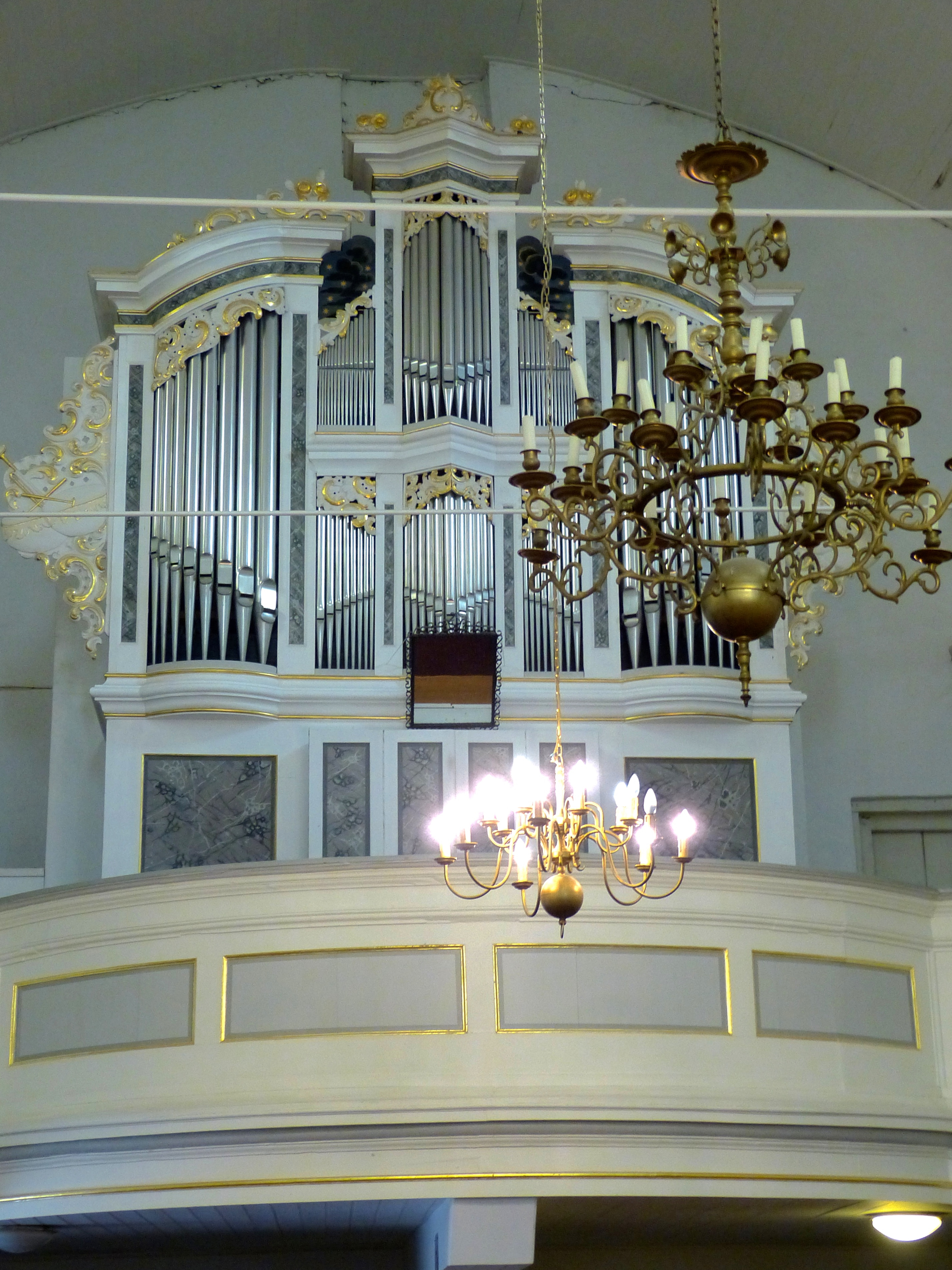
Schönefeld-Orgel

Die Vorgängerorgel war 1858 von Julius Hesse gebaut worden und besaß 19 Register verteilt auf ein Manual und Pedal. 1985 wurde unter Verwendung einer Orgel aus Schöngleina, die 1766 von Justinus Ehrenfried Gerhard und Christian Siegmund Voigt erbaut worden war, inklusive des alten Prospekts aus dem 18. Jahrhundert, die Hesse-Orgel gegen einen Neubau von Karl-Heinz Schönefeld ersetzt. Die neue Orgel hat eine mechanische Register- und Tontraktur, mit 18 Registern auf zwei Manualen und Pedal. Die Disposition lautet wie folgt:
| I Hauptwerk C–c3 |       |
| Principal        | 8′    |
| Bordun           | 8′    |
| Viola di Gamba   | 8′    |
| Oktave           | 4′    |
| Gedackt          | 4′    |
| Quinte           | 2 ⁄3′ |
| Waldflöte        | 2′    |
| Mixtur IV        | 1 ⁄3′ |

| II Nebenwerk C,D–c3 |    |
| Lieblich Gedackt *  | 8′ |
| Quintatön           | 8′ |
| Principal           | 4′ |
| Rohrflöte           | 4′ |
| Octave              | 2′ |
| Sifflöte            | 1′ |
| Sesquialtera II     |    |
| Tremulant           |    |

| Pedal C–c1 |     |
| Subbaß     | 16′ |
| Gedacktbaß | 8′  |
| Nachthorn  | 4′  |

- Koppeln:
  - Normalkoppeln: II/I, I/P, II/P

Anmerkungen
1. 1 2 3 4 5 6 7  original Register aus der Gerhard-Voigt-Orgel

## Schiff
Das Kirchenschiff ist ein einfacher rechteckiger Saalbau. Der Haupteingang und Emporenaufgang liegen übereinander. Das Glockenhausgestühl an der Südseite wurde wegen statischer Probleme hierher verlagert. Sehenswert ist das Epitaph für den schwarzburgischen Rat Christoph von Entzenbergk von 1585.

## Bachgedenkstätte
Am 17. Oktober 1707 heiratete in dieser Kirche Johann Sebastian Bach seine Base Maria Barbara Bach. Dem Traupfarrer Lorenz Stauber (* 12. Juni 1660 in Arnstadt; † 8. April 1723 in Dornheim) schrieb Bach zu seiner Vermählung die Hochzeitskantate Der Herr denket an uns.